# Matriz (Horta)
Matriz é uma freguesia portuguesa do município da Horta, na Ilha do Faial, Região Autónoma dos Açores com 1,62 km² de área e 2435 habitantes (censo de 2021). A sua densidade populacional é 1 503,1 hab./km². É nela que se situa o centro da cidade da Horta.

## Demografia
A população registada nos censos foi:
| Distribuição da População por Grupos Etários | Distribuição da População por Grupos Etários | Distribuição da População por Grupos Etários | Distribuição da População por Grupos Etários | Distribuição da População por Grupos Etários |
| -------------------------------------------- | -------------------------------------------- | -------------------------------------------- | -------------------------------------------- | -------------------------------------------- |
| Ano                                          | 0-14 Anos                                    | 15-24 Anos                                   | 25-64 Anos                                   | > 65 Anos                                    |
| 2001                                         | 399                                          | 390                                          | 1229                                         | 505                                          |
| 2011                                         | 366                                          | 283                                          | 1422                                         | 491                                          |
| 2021                                         | 272                                          | 231                                          | 1312                                         | 620                                          |

## História
Joss de Utra, segundo Capitão do donatário da Ilha do Faial, fixou aqui a sua residência onde hoje existe o Convento dos Jesuítas. Foi elevada à categoria de vila e sede de concelho em 1498, pelo rei Manuel I de Portugal. A primitiva Igreja Matriz do SS.º Salvador da Horta foi concluída e aberta ao culto em 28 de Junho de 1514. O seu orago, SS.º Salvador, é o mesmo da cidade de Bruges e da Sé de Angra do Heroísmo. A igreja foi saqueada em 1589, e novamente, em 1597, pelos corsários ingleses.
Segundo frei Diogo das Chagas, em 1643, a freguesia do SS.º Salvador da Horta (antes de ser criada a freguesia das Angústias) já tinha com 1 985 habitantes distribuídos por 449 fogos. ("Espelho Cristalino", pág. 478)
Igreja e Convento dos Jesuítas, 1648, Igreja da Misericórdia, Convento de São João, Convento de N. Sra. da Glória, Convento e Igreja de N. Sra. do Carmo, Convento de Santo António, Império dos Nobres (em memória da Erupção de 1672), Torre do Relógio.

## Monumentos e Museus
No edifício do antigo Hospital Walter Bensaúde, as futuras instalações do Departamento de Oceanografia e Pescas (sigla DOP) da Universidade dos Açores.
No núcleo museológico na freguesia, localiza-se o Museu Regional da Horta, a Biblioteca Pública e Arquivo Regional João José da Graça (instalado no edifício da antiga Casa Bensaúde, entretanto adaptado aos novos fins), o Museu de Arte Sacra (a instalar no Convento de N. Sra. do Carmo) e o Museu do Desporto (a instalar na antiga Escola Coronel Silva Leal).
Merece uma referência aos jardins e espaços verdes emblemáticos existentes na freguesia: Largo do Duque de Ávila e Bolama, Praça da República (onde existiu o Convento e Igreja de N. Sra. da Glória) e o Jardim Florêncio Terra (onde existiu o Convento de São João). Destaque ainda para o miradouro do Monte Carneiro (onde situava as baterias antiaéreas da II Guerra Mundial) e o miradouro da Vista Alegre (que oferece um belo panorama do Salto da Ribeira e da Lomba da Espalamaca).

## Coletividades
- Sociedade Amor da Pátria, fundada a 28 de Novembro de 1859.

- Grémio Literário Artista Faialense,
- Sporting Clube da Horta, fundada a 28 de maio de 1923, com destaque para as modalidades de futebol, esgrima e andebol. O campo de futebol é inaugurado a 31 de Agosto de 1931, situa-se num terreno com 10 560 m² de área (88xl20 metros) cedido ao clube junto às Pedreiras da Doca, freguesia das Angústias.